# Proszówka

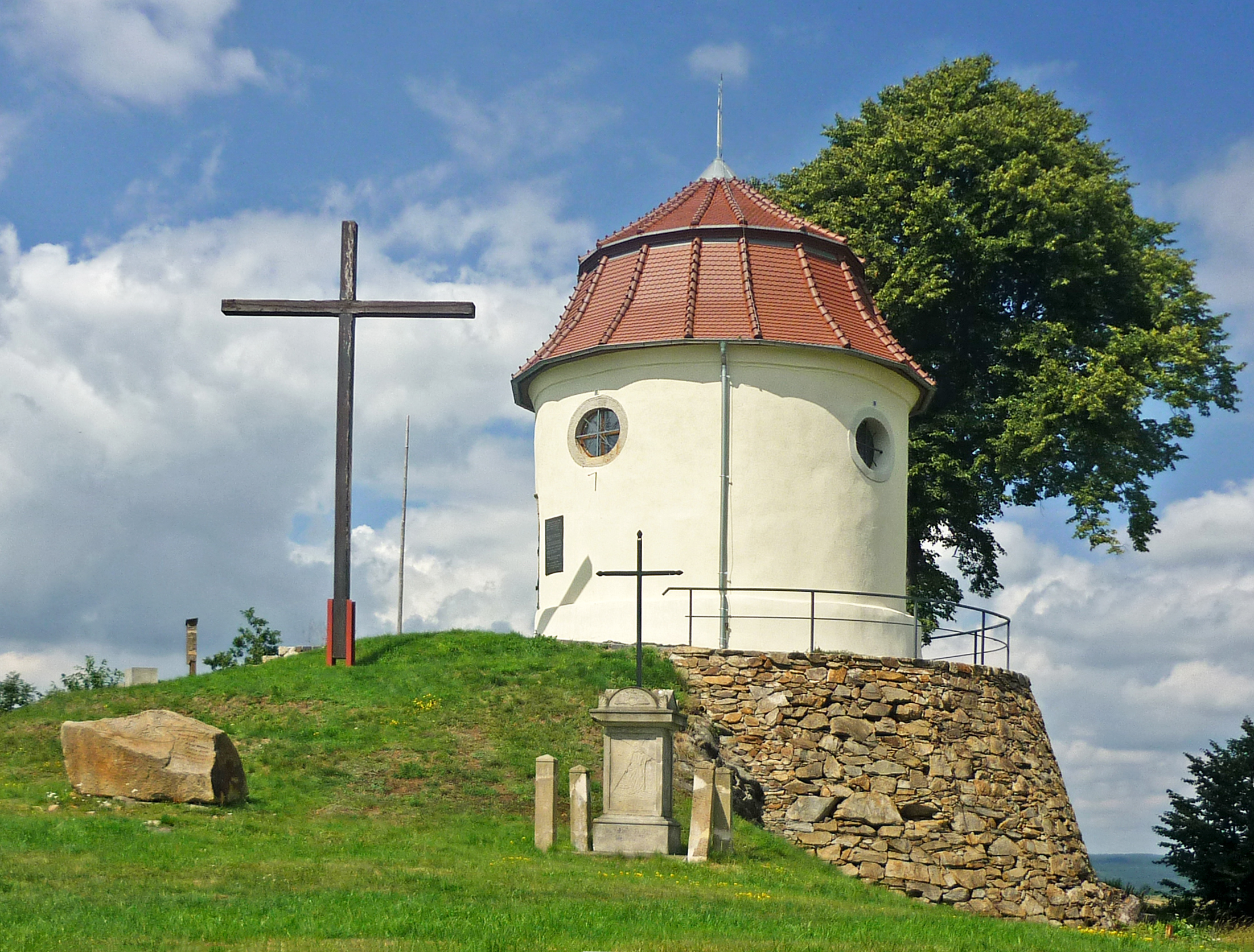
Kaplica św. Anny w Proszówce (św. Leopolda)

Proszówka (niem. Gräflich Neundorf) – wieś w południowo-zachodniej Polsce, położona w województwie dolnośląskim, w powiecie lwóweckim, w gminie Gryfów Śląski.
Wieś położona jest na Pogórzu Izerskim, na południowo-zachodnim skraju Wzniesień Radoniowskich, nad Kotliną Mirską, na podrzędnym dziale wodnym, oddzielającym Kwisę od Młyńskiej Strugi.
W latach 1954-1959 wieś była siedzibą gromady Proszówka, po jej zniesieniu w gromadzie Ubocze. W latach 1975–1998 miejscowość administracyjnie należała do województwa jeleniogórskiego.
We wsi jest przystanek kolejowy Proszówka.

## Zabytki
Do wojewódzkiego rejestru zabytków wpisane są:
- ruiny zamku "Gryf", średniowiecznego z XIII-XIV w., XVI w.
- zespół pałacowo-folwarczny, z końca XVIII w.
  - pałac
  - folwark
    - budynki gospodarcze (folwark)
    - mur z basztami

  - park
- Kaplica św. Anny w Proszówce (Leopolda) z 1657[8]

## Przemysł
W Proszówce swoje siedziby, bądź oddziały, mają następujące firmy:
- Abi-Pol (obróbka piaskowca)
- Blast Service (obróbka strumieniowo-ścierna)
- FF Polmex (produkcja mebli)
- Tytan (obróbka metali)
- Zakłady Mięsne Niebieszczańscy (przemysł spożywczy)